# Johan Helin (präst)
Johan Helin, född 28 december 1737, död 8 augusti 1799 i Gränna socken, var en svensk präst.

## Biografi
Johan Helin var son till kyrkoherden Clemens Helin och Wendela Christian Hielmgrehn. Helin studerade på Visingsö och blev 1756 student vid Uppsala universitet. Han disputerade 1760 (dissert. th. ostendens, prater S. S. neque nobis datam, neque exspectandam esse novam et immediatam Dei revelationem, pres. N. Wallerius). Helin prästvigdes 19 oktober 1765 i Stockholm och blev extraordinarie predikant vid Östgöta kavalleriregemente. År 1766 blev han magister i Greifswald och 1775 extraordinarie skvadronspredikant vid Östgöta kavalleriregemente. Helin blev 1777 faderns efterträdare som kyrkoherde i Gränna församling och prost 1785. Ett epitafium över honom finns i Gränna kyrka.
Helin gifte sig 25 maj 1778 med Magdalena Tollesson (1740–1822). Hon var dotter till konrektorn Nils Tollesson på Visingsö. De fick tillsammans dottern Vendela Margareta (1779–1779).